# Et vaig donar ulls i vas mirar les tenebres
Et vaig donar ulls i vas mirar les tenebres és una novel·la d'Irene Solà publicada el 2023. Ha estat traduïda a nou idiomes: francès, neerlandès, italià, portuguès, grec, hongarès, castellà, gallec i  èuscar.
L'obra va guanyar el Premi Finestres de narrativa en català 2023 i el Premi Lletra d’Or 2024.

## Argument
L'obra està ambientada a Les Guilleries, concretament en un mas remot habitat pràticament només per dones que rep el nom de mas Clavell. L'argument se centra en la història de la família en el devenir d'un sol dia, però explicada des de diferents òptiques, barrejant el passat amb el present i de manera fragmentària.
La nissaga comença amb la Joana, una serventa de Seva que fa un pacte amb el dimoni per trobar un home per casar-se. A partir d'aquest acord segella el futur de les dones de la família, que neixen i creixen al mas i viuen vides plenes de misèries.
La novel·la s'emmarca en un extens context històric canviant amb cada generació i que va des del bandolerime, passant per les guerres carlines a la Guerra Civil, pintant un entorn marcat per la vida salvatge i la violència. Durant la narració també s'incorporen elements del folklore, la mitologia i la cultura popular de Catalunya, així com algunes receptes tradicionals que doten el conjunt d'un aire màgic i tenebrós.

## Personatges
- Joana: Esposa d'en Bernadí i matriarca de la família.
- Bernadí: Hereu del mas Clavell, caçador de llops i marit de la Joana.
- Margarida: Filla de la Joana i en Bernadí. Va néixer sense un quart del cor. Esposa d'en Francesc Llobera.
- Bernadeta: Filla de l'Àngela i el Martí el Tendre. Va néixer sense pestanyes. Pateix visions.
- Francesc Llobera "el Clavell": Germà cabaler del mas Llobera i espòs de la Margarida. Es fa bandoler.
- Blanca: Filla de la Joana i en Bernadí. Va néixer sense llengua.
- Elisabet: Amant forçosa del Clavell que arriba al mas embarassada.
- Àngela: Filla de la Blanca i d'en Miquel Paracolls. Neix sense sentit del dolor i geperuda.
- Dolça: Filla de la Bernadeta i el dimoni. Té un ull genyo.
- Marta: Filla de la Dolça i cuidadora de la Bernadeta. Té una filla que es diu Alexandra que ja no va néixer al mas.
- Bartomeu: Hereu del matrimoni del Francesc i la Margarida. Maltracta el seus germans i marxa per ser soldat.
- Francesc/Esteve: Segon fill del matrimoni del Francesc i la Margarida. És escardalenc, malaltís i nascut sense una orella. Maltracta els seus germans i marxa per ser soldat.
- Guilla: Tercer fill del matrimoni del Francesc i la Margarida nascut a la presó. És molt madur i savi.
- Martí el Tendre: Fill poc agraciat de l'Elisabet i el Clavell. Li diuen el Tendre perquè demana molta atenció de la seva mare. Marit de l'Àngela.
- Martí el Coix: Fill de l'Àngela i el Martí El Tendre. Neix amb una cama més llarga que l'altra.
- Bou: Mosso d'en Francesc Llobera i matabruixes. Fuig amb el seu amo per fer-se bandoler.